# 스완 제도

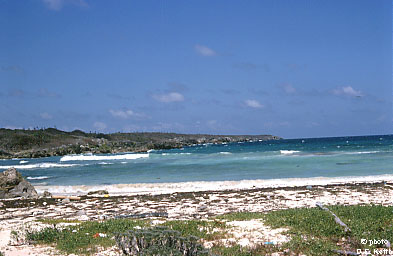

스완 제도(영어: Swan Islands)는 카리브해에 있는 온두라스령 2개의 섬으로 이루어진 섬이다. 면적은 8km2이다.